# Regles Nelson
Les Regles Nelson és un mètode en el control de processos per determinar si està la mesura d'alguna variable fora de control (impredictible front coherent). Les regles, per a detectar condicions de "fora de control" o no aleatòries es van postular per primera vegada per Walter A. Shewhart en la dècada de 1920. Les regles Nelson van ser publicades per primera vegada en l'edició d'octubre de 1984 de la Journal of Quality Technology en un article de Lloyd S Nelson.
Les regles s'apliquen a un gràfic de control en què la magnitud d'algunes variables
es traça contra el temps. Les regles es basen en el valor de mitjana i la desviació estàndard de les mostres.
| Regla   | Descripció | Gràfic d'exemple | Problema Indicat |
| ------- | --- | ---------------- | --- |
| Regla 1 | Un punt és més de 3 desviacions estàndard de la mitjana.                                                                                 |                  | Una mostra (es mostren en aquest cas) és grollerament fora de control. |
| Regla 2 | Nou (o més) punts en una fila estan en el mateix costat de la mitjana.                                                                   |                  | Alguns es prolonguen parcialment existeixen. |
| Regla 3 | Sis (o més) punts en una fila estan augmentant contínuament (o disminuint).                                                              |                  | La tendència existeix. |
| Regla 4 | Catorze (o més) punts en una fila alternatius a la direcció, augmentant i després disminueix.                                            |                  | Aquesta oscil·lació està més enllà del soroll. Tingueu en compte que la norma es refereix només amb direccionalitat. La posició de la mitjana i la mida de la desviació estàndard no tenen cap incidència. |
| Regla 5 | Dos (o tres) de cada tres punts en una fila són més de 2 desviacions estàndard de la mitjana en la mateixa direcció.                     |                  | Hi ha una tendència a mitjà per les mostres a ser mitjanament fora de control. El costat de la mitjana per al tercer punt és no especificat.                                                               |
| Regla 6 | Quatre (o cinc) de cinc punts en una fila són més d'1 desviació estàndard de la mitjana en la mateixa direcció.                          |                  | Hi ha una forta tendència a que les mostres a ser lleugerament fora de control. El costat de la mitjana per al cinquè punt és no especificat.                                                              |
| Regla 7 | Quinze punts en una fila estan tots dins d'1 desviació estàndard de la mitjana a cada costat de la mitjana.                              |                  | Amb 1 desviació estàndard, s'esperaria una major variació. |
| Regla 8 | Existeixen vuit punts en una fila amb cap dins d'1 desviació estàndard de la mitjana i els punts estan en els dos sentits de la mitjana. |                  | Saltant de dalt a baix, mentre que falta la primera banda de desviació estàndard no sol ser aleatori. |

Les vuit regles anteriors s'apliquen a un gràfic d'un valor de la variable.
Una segona carta, el moviment de la taula de rangs, també es pot utilitzar però només amb les regles 1, 2, 3 i 4. Un diagrama amb un gràfic del valor màxim - valor mínim de N punts adjacents en contra de la mostra de temps de la gamma.
Un exemple gamma en moviment: si N = 3 i els valors són 1, 3, 5, 3, 3, 2, 4, 5 
a continuació, els conjunts de punts adjacents estan (1,3,5) (3,5,3) (5,3,3) (3,3,2) (3,2,4) (2,4,5) resultant en valors de rang de moviment (5-1) (5-3) (5-3) (3-2) (4-2) (5-2) = 4, 2, 2, 1, 2, 3.
L'aplicació d'aquestes normes indica quan ha sorgit una situació "fora de control". No obstant això, sempre hi haurà algunes alertes falses i si les regles s'apliquen, més produirà. Per alguns processos, pot ser beneficiós per ometre una o més regles. Igualment pot haver-hi algunes alertes que falten en alguns específics "fora de control" no es detecta situació. Empíricament, la detecció acurada és bona.